# Врабель Михайло Андрійович
Михайло Андрійович Врабель (20 листопада 1866, Вирава, жупа Земплін, Австро-Угорщина — 4 січня 1923, Будапешт, Угорське королівство) — український педагог, фольклорист, журналіст, книговидавець.

## Біографія
Михайло Врабель народився в родині священника. Навчався в Унгварській греко-католицькій учительській семінарії (1887). Працював учителем спочатку у Земпліні, а 1888—1898 р. в Руському Керестурі, Вербасі и Новому Саді. В 1898—1918 рр. був редактором газети «Недѣля» (Будапешт), яку угорське Міністерство землеробства видавало для місцевих селян русинським діалектом. Окрім господарчих тем, газета публікувала твори підкарпатських, а також переклади російської та української літератури місцевим діалектом (Марка Вовчка, Л. Глібова, С. Руданського, В. Стефаника, Л. Толстого, Ю. Федьковича, А. Чехова, Т. Шевченка и др.), фольклор. Як додаток до «Недѣли», з 1908 р. видавав також річний календар «Пріятель селянъ». Видав «Букварь» (1898) «язичієм», який витримав чотири видання (до 1910). Помер в Будапешті.

## Професійні публикації
Був автором багатьох статей на теми історії, культури, етнографії, фольклору і громадського життя карпатських русинів. Перші записи народних співанок М. Врабеля з'явилися в журналі «Листокъ» Євгена Фенцика (1887 № 8, 1888 № 3). В фаховому журналі «Ethnographia», який почав виходити з 1890 угорською мовою, опублікував статтю про вечорниці та весілля у бачванських русинів з записами їхніх співанок (1891, № 2), народні легенди про короля Матяша (1893, № 4).

## Фольклорні збірки М. Врабеля
- Русскій соловей. Унгваръ, 1890. 176 с.
- Угро-русски народны спѣванки. Будапештъ, 1900. 320 с.

2014 р. на кошти меценатки Наталії Гаттас (США) в Ужгороді були перевидані обидві збірки в одній книжці.